# Transgression (Linguistik)
Transgression (von lateinisch transgressio‚ Überschreitung‘) bezeichnet den Gebrauch einer für den Sprecher nicht identitätsstiftenden Sprachvarietät.

## Zugehörigkeit und Unterscheidung
Transgression kann beispielsweise darin bestehen, dass deutsche Jugendliche den von türkischen Jugendlichen erfundenen Ethnolekt partiell in ihre Rede übernehmen. Diese Verwendung signalisiert das Zugehörigkeitsgefühl zu einer „straßenorientierten Subkultur oder zu bestimmten jugendkulturellen Szenen“. Es können ganze Sequenzen eines Austauschs aus einer anderen Varietät entlehnt sein. In der englischsprachigen Forschung spricht man von Crossing. Auch hier kann die Beobachtung gemacht werden, dass englische Jugendliche Versatzstücke aus Einwanderersprachen bewusst einsetzen, um sich von den standardsprachlichen Regelungen der eigenen Sprache zu unterscheiden. Transgressionen dienen auch dem Zweck, den We-Code einer Sprecherschicht gegenüber dem Mainstream zu betonen.